# 奧克蘭 (馬里蘭州加羅林縣)
奧克蘭（英語：Oakland）是位於美國馬里蘭州加羅林縣的一個非建制地區。

## 地理
奧克蘭所處的海拔為高於海平面18米（即59英呎），而該地所採用的時區為UTC-5，即北美东部時區（EST）。同時該地設有夏令時間，為UTC-5調快一小時，即UTC-4（EDT）。